# Могок (притока Гудзону)
Мого́к (англ. Mohawk River) — річка в Сполучених Штатах Америки, притока Гудзону. Протікає по території штату Нью-Йорк. На Могоку розташовані міста Скенектеді, Амстердам, Ютіка, Ром.
| Річка | Це незавершена стаття про річку. Ви можете допомогти проєкту, виправивши або дописавши її. |

| США | Це незавершена стаття з географії США. Ви можете допомогти проєкту, виправивши або дописавши її. |